# Récif de Floride
Vous pouvez aider à l'améliorer ou bien discuter des problèmes sur sa page de discussion.
- Il ne cite pas suffisamment ses sources. Vous pouvez indiquer les passages à sourcer avec {{référence nécessaire}} ou {{Référence souhaitée}}, et inclure les références utiles en les liant aux notes de bas de page. (Marqué depuis octobre 2015)

- Archive Wikiwix
- Bing
- Cairn
- DuckDuckGo
- E. Universalis
- Gallica
- Google
- G. Books
- G. News
- G. Scholar
- Persée
- Qwant
- (zh) Baidu
- (ru) Yandex
- (wd) trouver des œuvres sur Wikidata

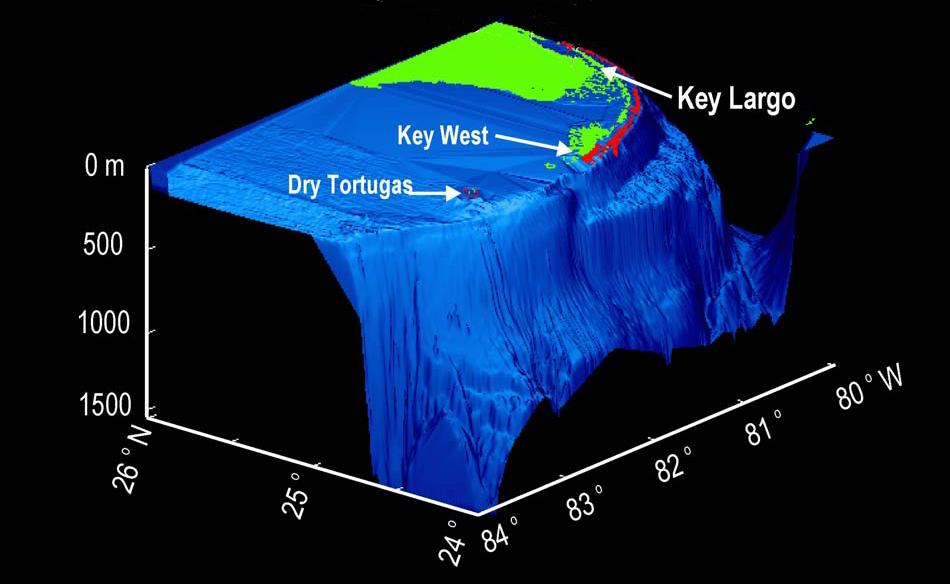
Carte en relief du sud de la Floride, montrant les récifs en rouge

Le récif de Floride (aussi connu comme le grand récif de Floride, les récifs de la Floride, la Floride Reef Tract et Florida Keys Reef Tract) est la seule barrière de corail vivante dans la zone continentale des États-Unis.
Il est le quatrième plus long ensemble corallien dans le monde (après la Grande barrière de corail, la barrière de corail du Belize et les lagons de Nouvelle-Calédonie). 

## Description
Il s'agit du plus vaste récif corallien vivant d'Amérique du Nord. Cette formation madréporique longe 322 km de rivage, de Key Biscayne (au sud de Miami) aux Dry Tortugas. Le récif est large d’environ 4 miles (6 à 7 km) et peut atteindre jusqu'à 24 m de profondeur. 

## Localisation
Le récif se trouve dans l'océan Atlantique nord et dans l'est du golfe du Mexique, à quelques kilomètres au large de l'archipel des Keys.

## Faune et flore
Près de 1 400 espèces de plantes et d'animaux marins, dont plus de 40 espèces de coraux durs et 500 espèces de poissons, vivent sur le récif de Floride. Celui-ci se trouve à proximité de la limite septentrionale des coraux tropicaux, mais la diversité des espèces sur le récif est comparable à celle des systèmes de récifs dans la mer des Caraïbes.
Le réserve du Florida Keys National Marine Sanctuary (en), protège ce fragile écosystème.